# Lutocin
Lutocin – wieś w Polsce położona w województwie mazowieckim, w powiecie żuromińskim, w gminie Lutocin. Miejscowość jest sołectwem i siedzibą gminy Lutocin.

## Historia
Prywatna wieś szlachecka Lutocino położona była w drugiej połowie XVI wieku w powiecie sierpeckim województwa płockiego. W Lutocinie urodził się w 1928 Stanisław Michalski – historyk wychowania związany z UAM.
W 1943 okupanci niemieccy wprowadzili dla miejscowości nazwę okupacyjną Jungdorf.
W latach 1954–1972 wieś należała i była siedzibą władz gromady Lutocin. W latach 1975–1998 miejscowość administracyjnie należała do województwa ciechanowskiego.

## Kościół
Przy centralnym placu Kościuszki stoi neogotycki kościół św. Mateusza.